# Petrus Sigerus
Petrus Sigerus (sau Peter Sigerus) (n. 3 iulie 1759, Brașov, d. 7 septembrie 1831, Sibiu) a fost un farmacist și botanist sas din Transilvania, considerat a fi întemeietorul botanicii farmaceutice din Transilvania.
A fost fiul lui Petrus Sigerus Sr., aurar, și al Rosinei Draudt.
A fost bunicul lui Emil Sigerus.
Născut într-o familie cu vechi tradiții de aurari și angajați ai administrației municipale din Brașov, Petrus Sigerus urma să-i urmeze pe bunicul și pe tatăl său în ocupația de aurar. După ce ambii părinți au murit în același an (1773), pe când Petrus încă era tânăr, unchiul acestuia, Georg Draudt, l-a trimis în ucenicie la aurarul Samuel Kalb. Neplăcându-i profesia, și dorind să-și continue studiile, s-a dus la Sibiu, unde a încercat să-și câștige existența de unul singur. Acolo s-a angajat ca servitor la consilierul guvernatorului von Huttern, care i-a promis că îi va plăti școlarizarea dacă lucrează pentru el timp de doi ani. Ținându-se de cuvânt, după doi ani l-a fost trimis pentru 5 ani să studieze farmacologia la farmacia doamnei Katharina Theiss. Sigerus se cunoscuse cu doamna Theiss și cu farmacistul Drautner pe când lucra pentru consilierul von Huttern, remarcându-se prin dorința a cunoaște cât mai mult. Banii primiți de la patroană cu ocazia sărbătorilor, ale zilelor de nume și de naștere etc. i-a folosit aproape exclusiv pentru cumpăratul de cărți științifice. Pe când lucra în al al treilea an la farmacie, a venit acolo ca farmacist-șef „primul farmacist școlit din Transilvania”, un anume Samuel Kräutner.
Din 1783 a studiat farmacologia la Universitatea din Viena. După cinci ani de studii, și-a dat examenul de magistru în farmacologie la Pesta sub îndrumarea profesorilor Joseph Winterl și Paul Kitaibel.
Întors la Sibiu, a fost angajat ca farmacist-șef la farmacia doamnei Theiss, iar ulterior, cu ajutor financiar din partea unchiului său Georg Draudt, a cumpărat o farmacie la Sibiu pe care a numit-o „Zum Löwen”.
Fiind interesat în principal de plantele medicinale, a publicat începând cu 1791 în revista „Siebenbürgische Quartalschrift”, prima revistă științifică din Transilvania, un inventar al planetelor medicinale sălbatice din Transilvania, clasificate după sistemul lui Carl von Linné. Pe lângă numele latin, erau menționate și numele populare în germană, în dialectul săsesc, în maghiară și română.
În 1808 a fost rugat de către medicul-șef dr. Franz Nyulás, membru al dietei de la Cluj să publice un Herbarium vivum pentru farmaciști, care urma să fie plătit prin abonament, iar în 1810 a publicat un exemplar cu 100 de reproduceri pe care a dat-o senatorului brașovean Brenner în folosul municipiilor.
La proiect s-a implicat ulterior și Joseph von Lerchfeld, un inspector școlar interesat de știință, dar din cauza lipsei de fonduri, guvernul a sistat proiectul în 1811. Cele cinci exemplare mostre ale Herbarium vivum s-au păstrat. Colecția totală a florei transilvănene, cuprinzând 1.600 de genuri din 451 de specii cuprinde 26 de volume. Lucrarea a fost donată după moartea lui Petrus Sigerus de către fiul acestuia Karl Andreas liceului evanghelic din Sibiu, apoi trecând în 1925 în proprietatea Muzeului de Istorie Naturală din Sibiu.
În 1817, când s-a înființat, prin decret imperial austriac, o școală de economie forestieră la Sibiu, Sigerus a fost numit profesor de botanică.
Sigerus a fost totodată interesat și de meteorologie, lui datorindu-se primele măsurători meteorologice din Sibiu. A alcătuit și o colecție mineralogică, care a intrat în posesia „Asociației transilvănene de științe naturale”.

## Lucrări
- Verzeichnis der in Siebenbürgen wildwachsenden offizinellen Pflanzen, în: Siebenbürg. Quartalschrift 2, 1791, H. 3;
- Höchster Barometerstand in den Jahren 1797 bis 1805, în: Siebenbürg. Provinzialbll. 2, 1807, H. 1;
- Anmerkungen zu Baumgartens „Enumeratio stirpium ...“, 1816
- Flora Cibiniensi (nepublicat)
- Herbarium vivum (nepublicat)